# Opkg
opkg (на английски: Open PacKaGe management) е олекотена система за управление на пакети, базирана на ipkg. Написана е на C и по начин на действие наподобява APT / dpkg. Използва се предимно във вградени устройства с Linux-базирана операционна система и в това си качество намира приложение в проекти като OpenEmbedded и OpenWrt.
Opkg пакетите използват файлово разширение .opk.